# Áine
Pour les articles homonymes, voir Aine (homonymie).
Áine est une déesse, une fée ou une banshee de la mythologie celtique irlandaise. Déesse de l'amour, du désir et de la fertilité, elle peut être assimilée à la déesse mère Anu et aux fées Aibell et Cliodhna.
Áine n'est connue que grâce à des sources médiévales et à des survivances dans le folklore, notamment autour de sa demeure légendaire, sur la colline de Cnoc Áine (en). Son nom est porté par de nombreux personnages et sa généalogie varie beaucoup selon les textes. Les principaux personnages légendaires qui lui sont associés sont le dieu-océan Manannan Mac Lir, son père, mari ou amant, ainsi que Fer Fí ou Eógabal, son père ou son frère.
Plusieurs familles nobles ont fait remonter leur généalogie à Áine afin d'asseoir leur pouvoir sur un territoire. Elle est liée dès le VIIIe siècle à la dynastie des Eóganachta, dont elle serait l'ancêtre par le roi Ailill Aulom. La famille FitzGerald rend elle aussi légitime son titre de comte de Desmond en s'affiliant à Áine, qui aurait eu un fils avec Maurice FitzGerald.
Le culte d'Áine a survécu jusqu'au XIXe siècle à Cnoc Áine, où des célébrations avaient lieu lors de la fête de la Saint-Jean.

## Nom et étymologie
On ne connait Áine que grâce à des textes médiévaux et des survivances dans le folklore. Son nom est porté par de nombreux personnages dans le folklore et la littérature d'Irlande,, qui pourraient dériver du même personnage originel, ou être le même personnage.
L'irlandais án signifie rapide, fougueux, enflammé, brillant, lumineux, éclatant, ou encore ardent, splendide, noble,,. Son dérivé áine, de *ianios et *ianiá, signifie la fougue, l'éclat, le rayonnement, et ánius la joie. Elle est à l'origine une déesse solaire, comme en témoignent les célébrations du solstice qui ont perduré jusqu'au XIXe siècle. Le nom Áin remonterait à *jano-, identique au latin Janus,.

## Divinité de Cnoc Áine
Dans sa version la plus connue, Áine — ou Áine Cliar — est une fée ou une déesse de l'amour, du désir et de la fertilité,,. Elle a pour pendants Aíbell, ancienne déesse ou reine fée, et Cliodhna, parfois surnommée la « reine des fées de Munster ». Selon plusieurs commentateurs, Áine doit être assimilée à Anu, déesse mère des Tuatha Dé Danann,,, ainsi qu'à la Morrigan, déesse des batailles. 
Áine est surtout liée à la province de Munster : elle est connue pour avoir sa demeure à Cnoc Áine (en), littéralement « la colline d'Áine », anglicisé en Knockainy ou Knockainey,,,,. Cnoc Áine est située à l'est du comté de Limerick, près du lac de Lough Gur. Des vestiges à son sommet datent du néolithique et elle était, à l'époque celtique, utilisée comme lieu d'assemblées (Aonach (en)) et lieu d'investiture des rois de la dynastie Uí Énna Áine. Elle se situe à 7 miles de Cnoc Gréine, une autre colline qui serait la demeure de la divinité Grian,. Grian pourrait être la même figure qu'Áine ou Macha mais sous un autre nom, car elle est d'après certaines sources la fille de Fer Fí ou Eógabal, comme Áine,. Cnoc Áine est décrite dans un texte médiéval mettant en scène le héros Cúchulainn et son accompagnateur. 

## Généalogie et descendance
Les liens d'Áine avec d'autres divinités ou personnages légendaires varient beaucoup selon les sources. Elle est parfois la fille ou la soeur de Fer Fí ou Fer Í, un harpiste aux pouvoirs magiques parfois confondu avec Eógabal,. Elle pourrait être une ancêtre d'Annis la Noire et elle serait la sœur de lait de Bécuma. Dans certaines généalogies des Eóganachta, Áine est la femme d'un certain Echdae ou « Cheval divin », brièvement mentionné dans le récit de Cúchulainn. Certaines familles de Munster font remonter leur généalogie à Áine. Dans les traditions du nord de l'Irlande, Áine est une femme mortelle qui, la nuit, se volatilise du lit conjugal (« spirited away from her husband's side », selon James MacKillop).

### Fille ou amante de Manannán Mac Lir
Elle est, selon certaines sources, la fille ou la petite-fille d'Eógabal, fils adoptif de Manannán mac Lir, le dieu-océan,,. La relation entre Áine et Manannán varie selon les textes : il est parfois son père, parfois son mari, parfois son amant,,. Dans la version la plus célèbre, Áine a pour frère Aillén, qui aime la femme de Manannán. Le dieu laisse sa femme à Aillén pour devenir l'amant d'Áine, qu'il convoite depuis longtemps et qu'il emmène à Tír Tairngire, la « Terre promise », l'un des Autres Mondes de la mythologie celtique (en).

## Ancêtre légendaire des Eóganachta et des FitzGerald
Áine est présentée comme l'ancêtre légendaire de plusieurs nobles, notamment dans les légendes d'Ailill Aulom et des comtes de Desmond. Ces mythes sont liés à un ancien rituel selon lequel un roi n'accède à la souveraineté que lorsqu'il se marie à la déesse de son territoire. D'autres déesses jouent ce rôle d'ancêtre divin et banshee de familles nobles à travers l'Irlande, comme Cliodhna.

### Légende d'Aillil Aulom et patronne des Eóganachta
Áine apparaît liée au roi Ailill Aulom dans le récit Cath Maige Mucrama (en). Dans ce texte, Ailill enlève Áine, un soir de Samain, à Cnoc Áine. Il la viole, donnant naissance à son fils Eógan, qui donnera son nom à la dynastie des Eóganachta,,. En se défendant, Áine arrache une oreille d'Ailill, ce qui l'empêche de régner et lui vaut son surnom d'aulomm, « sans-oreille »,,. Par la suite, des conteurs ont ajouté le meurtre d'Ailill par Áine à l'histoire originelle. Cette histoire a probablement inspiré celle du comte Desmond.
Aine est affiliée à la dynastie des Eóganachta au moins dès le VIIIe siècle. Elle est considérée comme leur ancêtre, ce qui leur permet d'asseoir leur souveraineté sur le territoire.

### Légende des comtes de Desmond
Áine a de nombreux amants mortels ou immortels, dont le plus célèbre est Maurice FitzGerald, comte de Desmond.  Une légende raconte qu'il serait tombé amoureux d'elle au premier regard, l'ayant aperçue sur les rives du lac Lough Gur ou de la rivière Camogue (en), et aurait fini par l'épouser en confisquant sa cape, objet de son pouvoir,. Leur fils, Gerald, aurait présenté plusieurs fois des capacités magiques, comme lorsqu'il se serait transformé en oie pour nager sur la Camogue ou en chardonneret, avant de disparaître dans le Lough Gur en 1398. Il vivrait encore dans ses eaux et réapparaîtrait tous les 7 ans, à la pleine lune, sur un cheval blanc étincelant. Il pourrait aussi prendre la forme d'une oie pour nager sur le lac. Cette histoire rappelle celles de la fée Gwragedd Annwn et d'un homonyme, Gerald FitzGerald, comte de Kildare, qui vivrait sous le fort circulaire de Mullaghmast (en) dont il sortirait tous les 7 ans sur son cheval argenté.
Avec cette légende, la famille FitzGerald rend légitime sa possession du territoire de Desmond en faisant remonter sa généalogie à Áine. Le premier comte de Desmond devient le légendaire « roi d'Áine » et un poème du XVIIe siècle la dépeint comme une banshee pleurant la mort d'un membre de la famille FitzGerald.

### Autres familles
La figure d'Áine s'est répandue au-delà de la province de Munster. En Ulster, la paroisse de Lissan (en) tient son nom de Lios Áine, « le fort d'Áine ». Elle y est connue comme l'ancêtre et la banshee d'une famille locale, les Corr.

## Dans le Cycle fenian
Un personnage du Cycle fenian porte aussi le nom d'Áine : il pourrait s'agir d'un autre personnage, ou la même Áine avec une généalogie différente. Dans ce cycle, elle est la fille de Cuilenn, un forgeron, ou bien d'un roi d'Écosse,. Selon les versions, Áine a deux enfants d'un homme nommé Fionn, le seul avec qui elle partage son lit, ou bien elle et sa soeur Milucra en sont amoureuses et aucune des deux ne peut l'avoir. Milucra ayant transformé Fionn en vieil homme, Áine lui rend sa jeunesse grâce à une potion, mais il ne l'épouse pas,. 

## Folklore
Áine apparaît dans de nombreux contes plus tardifs et elle était encore fêtée au XIXe siècle lors du solstice d'été, notamment lors de célébrations de la fête de la Saint-Jean à Cnoc Áine,. Des rassemblements avaient lieu à la tombée du jour, avec des processions portant des bouquets de paille et de foin attachés à des mâts, qui étaient ensuite enflammés. Les bouquets enflammés étaient portés autour de la colline, jusqu'au cairn de l'âge du Bronze à son sommet, puis les porteurs les emmenaient en courant dans les champs et autour du bétail, pour assurer la fertilité des cultures et des animaux pour l'année à venir. 
De telles célébrations, qui datent de l'ère pré-chrétienne, ont existé à travers toute l'Europe. Paul O'Connor note néanmoins que la figure d'Áine n'a pas été christianisée, ce qui est rare. Selon Walter Evans-Wentz, au début du XXe siècle les habitants des environs de Knockainey s'adressaient habituellement aux saints, mais s'ils ne recevaient pas l'assistance souhaitée, ils pouvaient se tourner vers « les fées, les déesses Áine et Fennel, ou d'autres déités païennes, dont ils semblent se rappeler de manière vague et inconsciente grâce à la tradition ».